# عباس أباد (سراب)
عباس أباد هي قرية في مقاطعة سراب، إيران. عدد سكان هذه القرية هو 36 في سنة 2006.